# Bernabò D'Oria
Bernabò D'Oria (o Doria, conosciuto anche come Bernabino; Genova, 1255 circa – prima del 3 agosto 1325) è stato un politico italiano della Repubblica di Genova.

## Nascita e primi anni
Bernabò nacque a Genova attorno al 1255, figlio di Branca Doria e di Caterina, ritenuta da più fonti la figlia naturale di Michele Zanche. Fin dalla giovinezza fu il prediletto in casa Doria, non tanto per inclinazioni personali quanto per il carattere docile e pieghevole, che rese il giovane strumento ideale delle ambizioni paterne. Branca, infatti, lo crebbe come pedina delle proprie trame politiche, avviandolo presto alla vita pubblica.
Nel 1275 Bernabò contrasse matrimonio con Eleonora Fieschi, figlia di Federico Fieschi, fratello del cardinale Ottobono Fieschi. La scelta, tutt’altro che casuale, rinsaldava i legami tra la casata Doria e l’influente famiglia Fieschi, storici sostenitori della parte guelfa. Nel 1284 prese parte, verosimilmente, alla battaglia della Meloria (6 agosto), che segnò una delle più gravi disfatte navali per Genova. L’anno successivo fu testimone, il 18 gennaio, dell’acquisto di una nave da parte del padre, e poco dopo fu da questi designato quale procuratore per la gestione dei possedimenti familiari in Sardegna. In tale veste, firmò la tregua con Mariano di Bas, giudice di Arborea, e con il Comune di Sassari (7 maggio 1285), e successivamente presenziò alla stipula della pace tra il medesimo Comune e Genova (24 marzo 1294).
Negli anni seguenti, Bernabò aderì senza esitazioni alla linea politica del padre. Per consolidare i domini sardi nel Giudicato di Torres e per tentare di erigere una signoria personale nell’entroterra ligure, si avvicinò agli ambienti guelfi, allora ostili al regime dominante a Genova. In questa cornice si spiega anche il suo momentaneo sostegno a Bonifacio VIII, dal quale sperava d’ottenere la legittimazione dell’eredità isolana trasmessa alla famiglia dalla madre di Branca, Preziosa. Ma il disegno fallì: nel 1300, il pontefice pronunciò la scomunica contro padre e figlio. Ciò non impedì tuttavia a Bernabò di appoggiare, nel maggio del 1301, l’alleanza tra Genova e Carlo II d'Angiò (9 maggio), segno di una strategia duttile e sempre votata all’utile politico.

## Il XIV secolo
I legami matrimoniali del Doria, suggellati anche dal testamento redatto il 6 febbraio 1303 a Sarzana, in cui Federico Fieschi nominava sua erede la figlia Eleonora Fieschi, contribuirono a rafforzare l’alleanza tra i Doria e quelle forze che miravano a svincolarsi dall’egemonia dello schieramento ghibellino, dominante da anni nella politica di Genova. Il 30 dicembre dello stesso anno, Bernabò acquistò da Lanzarotto, marchese del Bosco, la metà del Castello di Molare per la durata di 57 anni, dopo i quali la quota sarebbe dovuta passare a Isnardo Malaspina. L’anno successivo (21 marzo 1304), su consiglio del padre Branca Doria, acconsentì alle nozze tra uno dei suoi figli e Isabella Malaspina, figlia di Tommaso Malaspina, alla quale sarebbe spettata in dote proprio la metà del castello.
Alla morte di Tommaso, il 17 dicembre 1305, Bernabò emancipò il figlio Brancaleone Doria, annullò il precedente contratto nuziale e ne combinò le nuove nozze con Isotta Malaspina, sorella di Isabella e di Isnardo, riunendo così le due metà della signoria su Molare. Il possesso del castello fu ceduto al figlio, in vista di un possibile futuro autonomo. Nel frattempo, la situazione politica genovese si faceva sempre più tesa. L’antica alleanza fra i Doria e gli Spinola, asse portante del governo cittadino sin dal 1270, cominciava a sgretolarsi. All’interno degli stessi Spinola si accesero lotte intestine: da un lato il gruppo "di Luccoli", capeggiato dall’ambizioso Opizzino Spinola; dall’altro, la fazione "della Piazza", che si schierò con la linea doriana di Oberto Doria, uno degli artefici della storica diarchia ghibellina.
Tuttavia, questa alleanza fu sconfitta nel corso degli scontri. Quando si profilò una possibile intesa per la distribuzione delle cariche pubbliche tra le fazioni cittadine, fu proprio Opizzino a rompere l’equilibrio: forte del consenso popolare, il 6 gennaio 1306 spinse le masse genovesi all’insurrezione.
Non ritenendo ancora giunto il momento per imporsi come unico signore, lo Spinola preferì allora condividere il potere proprio con Bernabò Doria, ricostituendo formalmente quel tandem ghibellino fra Doria e Spinola che, agli occhi del popolo, poteva rappresentare un simbolo di continuità e stabilità. Ciononostante, nei fatti, Bernabò risultava figura assai più opaca: fu piuttosto suo padre Branca, regista occulto e mente strategica, a manovrare dietro le quinte, mantenendo saldo il controllo della famiglia nel turbolento scenario genovese.
Nel nuovo governo cittadino, instauratosi a Genova all’inizio del 1306, i due capitani, Bernabò e Opizzino Spinola, ottennero ampi poteri civili e militari, pur senza controllo diretto sulla giustizia e sull’erario. La loro carica, concepita come simbolica riedizione della diarchia ghibellina fondata nel 1270, fu inizialmente fissata fino al 28 ottobre, con prospettiva di rinnovo quinquennale. Durante il breve periodo in cui rimase formalmente al potere, Bernabò condivise alcune decisioni amministrative con il collega: il 7 marzo 1307 furono avviate riforme interne agli statuti delle corporazioni artigiane; il 3 maggio fu raggiunto un accordo con Firenze per porre fine alla catena di rappresaglie che, da anni, contrapponevano i due Comuni. Il 21 settembre fu siglata anche la pace coi rami ribelli della stessa famiglia Doria, ponendo temporaneamente fine a una pericolosa frattura interna.
Ma sotto la superficie, le tensioni crescevano. Spinola andava tessendo un disegno ambizioso e personale, assai poco condiviso dal tessuto politico cittadino. Aveva fatto sposare una sua figlia con Teodoro I del Monferrato, figlio dell’imperatore Andronico II Paleologo, sperando di rafforzare le pretese del giovane sul Marchesato del Monferrato. Tuttavia, Teodoro era stato battuto da Manfredo IV di Saluzzo, sostenuto dagli Angiò. Per rovesciare l’esito del conflitto e ottenere il controllo sul Monferrato, Spinola giunse a stipulare un’alleanza diretta con Carlo II d'Angiò il 6 novembre 1307, un’intesa siglata mentre Bernabò si trovava lontano da Genova, probabilmente all’oscuro e forse ostile a tale mossa. Nel frattempo, Bernabò era impegnato in una campagna militare mirata a neutralizzare i fuorusciti genovesi, molti dei quali appartenenti al ramo avverso dei Doria di Oberto, rifugiatisi nelle piazzeforti di Taggia e Oneglia. A fine novembre riuscì a costringerli a scendere a patti, riportando momentaneamente sotto controllo le regioni occidentali del dominio ligure.
Nel tentativo di bilanciare le alleanze sempre più filo-angioine dello Spinola, Bernabò, ancora una volta ispirato dalle strategie del padre Branca Doria, cercò di rafforzare la propria posizione attraverso nuovi legami matrimoniali. Tra le opzioni più promettenti vi fu la proposta di unire suo figlio, probabilmente anch’egli di nome Bernabò (forse premorto e ignoto ad altri documenti), con Giovanna di Gallura, erede del Giudicato di Gallura. Tale unione avrebbe garantito alla famiglia un legame diretto con l’isola, consolidando la presenza doriana nel Mediterraneo e nel complesso mosaico politico sardo.

## Le ambizioni della casata e l'arresto
Nell’ambizioso disegno di rafforzare il peso dinastico della propria casata, Bernabò e suo padre Branca avviarono negoziati col signore di Ferrara, Azzo VIII d'Este, presso cui si trovava in esilio Giovanna di Gallura, ultima erede del Giudicato di Gallura. Secondo quanto riferito all'infante Giacomo II d'Aragona dall'informatore pisano Vanni Gattarelli, agli Este fu offerta una somma considerevole: 20.000 fiorini d'oro, da versarsi per metà alla consegna della giovane al futuro suocero, e per l’altra metà in dieci rate annuali. Questa proposta rientrava nel più ampio quadro delle trattative che Branca Doria conduceva con il sovrano aragonese per ottenere il riconoscimento dei suoi domini in Sardegna, in previsione di una futura conquista catalano-aragonese dell’isola. Tuttavia, Giacomo, su pressione di diverse città toscane e di Roberto di Calabria, intervenne direttamente su Azzo, convincendolo a rifiutare l’offerta doriana.
Ne seguì un temporaneo raffreddamento dei rapporti tra i Doria e la Corona d'Aragona, ma i canali diplomatici non furono interrotti. Nel maggio 1308 Bernabò e Branca accolsero a Genova l’ambasciatore reale Bernat de Sarrià, con il quale stipularono un accordo d’intenti in vista della probabile invasione aragonese della Sardegna. Un altro tentativo matrimoniale condotto dal Doria si rivolse verso la Sicilia: egli trattò con Federico III d'Aragona, re dell’isola, per ottenere in sposa una sua figlia naturale, già vedova dell’ammiraglio Ruggiero di Lauria, da unire a uno dei propri figli. Il piano aveva chiari risvolti politici, mirati a contrastare l’influenza crescente di Opizzino Spinola, che nel frattempo si era legato a Carlo II d'Angiò tramite un fitto scambio di ambascerie.
Preoccupato per le manovre doriane, il sovrano angioino inviò a Genova due emissari (agosto 1308), con l’incarico di dissuadere Bernabò dai suoi progetti. Il Doria rispose con freddezza, dichiarandosi disposto a rinunciare, ma solo se in cambio Carlo gli avesse concesso in moglie la propria figlia, vedova dello stesso Azzo d’Este, da poco scomparso. La controproposta fu respinta.
Ben più fruttuosa si rivelò, nello stesso periodo, l’unione tra Isabella Doria, figlia di Bernabò, e Manfredo IV di Saluzzo: il matrimonio fu celebrato nel luglio 1308 e rafforzò i legami della famiglia con i protagonisti delle contese dinastiche del Piemonte. Ma non fu senza conseguenze: la scelta acuì le tensioni tra Bernabò e Spinola, entrambi legati da parentele con i contendenti per il Marchesato del Monferrato. Un ulteriore punto di scontro si accese attorno al possesso del Castello di Quiliano. Durante una delle frequenti assenze di Bernabò da Genova, Opizzino approfittò della situazione per sostenere le pretese dello zio Odoardo Spinola sulla metà del castello, parte su cui Branca Doria vantava diritti riconosciuti.
Per evitare eventuali reazioni, Opizzino agì con rapidità. Nel novembre 1308, con il pretesto di una presunta congiura ordita dai Malaspina, in accordo coi Fieschi, e con l’intento dichiarato di salvare la città da un assalto imminente, Odoardo Spinola convocò il Consiglio e mobilitò il popolo. Bernabò fu accusato di complicità e arrestato. Suo padre Branca, rifiutando ogni forma di resa, fuggì in esilio a Lerici, dando così inizio a un nuovo, drammatico capitolo nella lunga storia delle lotte tra le casate genovesi.

## Ultimi anni e morte
Dopo alcuni giorni di prigionia, avvenne un incontro fra Bernabò e Opizzino Spinola, che nel frattempo era stato proclamato capitano del popolo a titolo perpetuo. Lo Spinola propose la liberazione del Doria e un risarcimento simbolico, in cambio dell'intercessione di Bernabò presso il padre Branca Doria, affinché questi rinunciasse alla piazzaforte di Lerici. La proposta fu respinta.
Bernabò, inizialmente rinchiuso nel palazzo di Odoardo Spinola, fu poi trasferito nella sede comunale; riuscì tuttavia a fuggire nella notte tra il 14 e il 15 dicembre, rifugiandosi presso il ramo degli Spinola di San Luca (detti "della Piazza"), avversari del capitano perpetuo. Da lì si imbarcò, forse diretto a Sassello o Stella, dove riorganizzò il nucleo dei fuorusciti ostili al governo cittadino.
All’inizio di giugno 1309, con l’aiuto di Manfredino del Carretto, gli esuli riportarono una significativa vittoria contro le truppe dello Spinola, che fu costretto alla fuga. Nello stesso anno, su mandato del padre, Bernabò acquistò dal genero Manfredo IV di Saluzzo un quarto dei castelli di Murazzano e Farigliano, nella diocesi di Alba. Nel 1310 morì Isotta Malaspina, moglie del figlio Brancaleone Doria, e fu sepolta il 3 agosto nella chiesa domenicana di San Domenico a Genova, destinata a divenire sepolcro della famiglia. In quegli anni, Bernabò e Branca tornarono a esercitare un ruolo dominante nella politica cittadina, pur senza ricoprire cariche formali. Quando Enrico VII di Lussemburgo discese in Italia, Bernabò fu scelto come rappresentante della città per accoglierlo a Milano, presenziando alla sua incoronazione in Sant’Ambrogio (6 gennaio 1311) e accompagnandolo poi a Genova, dove l’imperatore fu ospitato nel palazzo dei Doria.
Il 22 novembre dello stesso anno, alla presenza di Bernabò, Enrico annullò i trattati stipulati fra Genova e Carlo II d’Angiò, proclamando la città soggetta all’autorità imperiale. Nel febbraio successivo, l’imperatore lasciò Genova, scortato lungo la marcia verso Pisa da milizie fedeli al Doria. Il 16 aprile 1312, Bernabò chiese ai vicari imperiali la custodia del Castello di Ameglia, e pochi giorni dopo fece pervenire pressanti richieste all’imperatore, affinché fossero assolti alcuni suoi uomini accusati dell’uccisione di simpatizzanti spinoleschi. Sempre nel 1312 ricevette l’incarico di comandare una flotta di sei galee allestite dal Comune per unirsi alla squadra pisana, ma l’esito di questa missione resta ignoto.
Nei periodi seguenti, il Doria si dedicò all’amministrazione della sua piccola signoria appenninica: il 12 agosto 1315 concesse il perdono a due esuli del Castello di Mioglia, di sua proprietà. Fu anche nominato procuratore del figlio Brancaleone, impegnato in una lite con Agnese del Carretto, e nel 1317, sempre in nome del figlio, cedette le quote dei castelli di Murazzano e Farigliano al marchese di Saluzzo. Arrivato il maggio dello stesso anno, cominciarono le trattative con Stefano Visconti, figlio di Matteo Visconti, per sposare Valenza Doria, figlia di Bernabò e vedova di Francesco del Carretto. L’accordo fu firmato nel palazzo genovese dei Doria il 4 maggio, e il 21 giugno Valenza ricevette una dote di 2.060 lire di genovini.
Queste alleanze si concretizzarono in un momento critico: nel settembre 1317 i guelfi riconquistarono Genova, costringendo i Doria all’esilio. Grazie al sostegno dei Visconti, i fuorusciti presero il controllo di Savona e organizzarono campagne militari condotte da Branca Doria in Corsica e Sardegna. Nel 1323, con lo sbarco aragonese in Sardegna, Bernabò e Branca raggiunsero l’esercito dell’infante Alfonso di Aragona, impegnato nell’assedio di Villa di Chiesa (oggi Iglesias). Bernabò rese omaggio ad Alfonso per i territori sardi sotto il suo controllo, ma il suo atteggiamento in campagna fu ambiguo: pur schierato da tempo con Giacomo II di Aragona, cercò ripetutamente un’intesa con Pisa per limitare l’espansione aragonese.
Fu lui, a metà ottobre, a proporre la possibilità di un accordo con la guarnigione pisana di Iglesias, dopo aver superato le reticenze di Alfonso, che pretendeva la resa incondizionata. Due sindaci furono inviati ad Alghero per trattare, ma senza risultato. Nel 1324, durante l’assedio di Cagliari, Bernabò fece da mediatore tra le parti. Fu lui a comunicare ad Alfonso che il conte Manfredi della Gherardesca di Donoratico, comandante pisano, aveva inviato due frati predicatori a Pisa per chiedere pieni poteri in vista della resa. Il sospetto che si trattasse solo di una manovra dilatoria fu forte, ma Pisa acconsentì infine alla capitolazione e inviò Bene da Calci come plenipotenziario. Bernabò lo accompagnò presso Alfonso: il 19 giugno, il Castello di Cagliari si arrese, e il testo della capitolazione fu redatto dallo stesso Doria.
I timori del Doria si rivelarono fondati. L’appoggio che il re Giacomo concesse a Ugone II di Arborea, suo alleato e rivale diretto del Doria in Sardegna, inasprì i rapporti. Tra i due sorse un conflitto aperto per il controllo dei castelli di Monteacuto e Goceano, contesi da entrambe le parti.
Nel frattempo, il nuovo regime guelfo di Genova danneggiava ulteriormente i Doria. Nel 1324, due galere guelfe catturarono una nave nelle acque sarde, a bordo della quale si trovava Galeotto Doria, figlio di Bernabò: per la sua liberazione fu necessario pagare un ingente riscatto. Secondo alcune fonti, i Doria tentarono senza successo di occupare Sassari nel settembre dello stesso anno, nel tentativo di scacciare la guarnigione aragonese. Il nuovo governatore dell’isola, Filippo di Saluzzo, avviò un’inchiesta sui responsabili. Due membri della famiglia, Branca Doria e Vinciguerra Doria, furono giustiziati, ma l'identificazione del primo con il padre di Bernabò è considerata dubbia.
Bernabò morì poco dopo, sicuramente prima del 3 agosto 1325, quando la vedova Eleonora Fieschi donò una casa appartenuta al suocero. Dal loro matrimonio nacquero Cassano Doria, Brancaleone Doria, Galeotto Doria, Isabella Doria, Matteo Doria, Goffredo Doria, Valenza Doria (o Violante) e Margherita Doria.